# Les Méfaits de l'Instruction publique
Les Méfaits de l'instruction publique est un pamphlet de l'écrivain suisse Denis de Rougemont publié en 1929.

## Thème de l'œuvre
Denis de Rougemont a rédigé ce texte alors qu'il avait 23 ans : il y dénonce « les tares de l'école » et le conformisme dans lequel il a baigné, son enfance durant. Il estime que le recours systématique et anti-constructif aux manuels, et la discipline imposée sont des méthodes contribuant à un lavage de cerveau. L'école, qui devrait constituer un des piliers de la socialisation, s'avère être l'outil d'un système qui dénie la reconnaissance de l'altérité,. 
Avec les Méfaits, l'auteur règle ses comptes avec ceux qui dénient la « libération de la personnalité ». Il s'agit de retrouver l'homme libre, imaginatif, créatif, inventif, non le prisonnier, citoyen mou qui fait le lit du pouvoir«Le bon sens voudrait que l'on tînt compte des possibilités d'adaptation de l'enfant; de la valeur, fort inégale, des disciplines; de la diversité des besoins... Monsieur, répondent les fonctionnaires responsables, vous savez par expérience que nous ne comprenons pas la plaisanterie...».
C'est le premier, mais aussi le plus révolté des ouvrages de Denis de Rougemont. 
En 1972, Les Méfaits sont republiés à Lausanne, avec une Suite, par le même auteur désormais âgé de 66 ans : « Écrit d'un jeune homme en colère, aussi injuste qu'un pamphlet doit l'être, j'ai le triste plaisir de constater que mon texte n'a pas vieilli, parce que l'École n'a pas changé ». En 2005, ce livre est traduit en langue italienne.